# ジミー・ヌーン
ジミー・ヌーン（Jimmie Noone または Jimmy Noone、1895年4月23日、ルイジアナ州カットオフ - 1944年4月19日、カリフォルニア州ロサンゼルス ）は、アメリカのジャズ・クラリネット奏者である。

## 生い立ち
ヌーンは故郷でギターを弾き始めた。15 歳の時にクラリネットに転向し、ニューオーリンズに引っ越した。そこはヌーンがロレンツォ・ティオと若きシドニー・ベシェとにクラリネットを習った所である。ベシェはその時たった 13 歳だった。1912年から、ヌーンはストーリーヴィルでフレディ・ケパードと仕事で演奏していた。そして、バディ・ペティ Buddy Petit、キッド・オリー、パパ・セレスティン Papa Celestin、イーグル・バンド the Eagle Band、ヤング・オリンピア・バンド Young Olympia Band と演奏をした。それは、彼が1917年にイリノイ州シカゴでオリジナル・クレオール・オーケストラ Original Creole Orchestra に参加する以前のことだった。翌年、ヌーンはキング・オリバーのクレオール・ジャズ・バンドに加わり、それから1920年にドク・クック Doc Cook のバンドでケパードと行動を共にするようになった。ヌーンはクックのバンドに 6 年間在籍し、そこで初期の録音を行った。1926年、ヌーンはシカゴズ・エイペックス・クラブ Chicago's Apex Club でバンドを率い始めた。このバンド、ジミー・ヌーンズ・エイペックス・クラブ・オーケストラ Jimmie Noone's Apex Club Orchestra は、一風変わった楽器構成をしていた。フロント・ラインは、まさにヌーンと、アルト・サクソフォン奏者でクラリネット奏者のジョー・ポストンだった。ポストンはドク・クックのバンドでヌーンと演奏をしてきた人物である。影響力のあるピッツバーグ生まれのピアニスト、アール・ハインズも一時期このバンドに在籍していた。
1935年に、ヌーンは、ウェルマン・ブロウ Wellman Braud と共に、バンドと（短期だったが）クラブとを始めるためにニューヨーク市に引っ越した。ヌーンはシカゴに戻り、そこで1943年までさまざまなクラブで演奏し、その年カリフォルニア州ロサンゼルスに引っ越した。少し後にヌーンはキッド・オリーのバンドに加わった。そのバンドは、オーソン・ウェルズが司会を務めるラジオ番組で、いっとき特集を組まれた。放送でヌーンはそのバンドと少し演奏したが、突然の心臓発作で死んでしまった。オリーのバンドは、ニューオーリンズ生まれのクラリネット奏者、ウェイド・ホエイリー Wade Whaley と共に、ラジオで彼の栄誉を讃えてブルース（ウェルズによる「Blues for Jimmie」）を演奏し、その曲はついにオリーのバンドがいつも演奏する主要作品となった。

## ヌーンが残したもの
ヌーンは、一般的に、ジョニー・ドッズやシドニー・ベシェと並んで、とりわけ偉大な第二世代のジャズ・クラリネット奏者たちのひとりだとみなされていた。ヌーンの演奏は、ドッズほどブルース色があるわけでも、ベシェほど華やかなわけでもなかったが、ひょっとしたらもっと叙情的で洗練されていて、確実に「甘美な」香りをもっと醸し出している。ヌーンは、たとえばアーティ・ショウ、アービング・ファゾラ en:Irving Fazola、ベニー・グッドマンといった、後のクラリネット奏者たちに重要な影響を及ぼしている。